# Kaliboja
Kaliboja is een bestuurslaag in het regentschap Pekalongan van de provincie Midden-Java, Indonesië. Kaliboja telt 1472 inwoners (volkstelling 2010).